# Anampses melanurus
Anampses melanurus är en fiskart som beskrevs av Bleeker, 1857. Anampses melanurus ingår i släktet Anampses och familjen läppfiskar. IUCN kategoriserar arten globalt som livskraftig. Inga underarter finns listade i Catalogue of Life.

## Bildgalleri

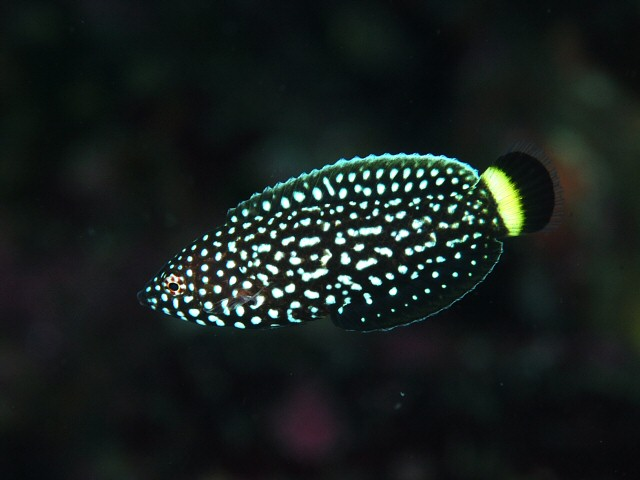